# Rhein-Neckar Löwen
A Rhein-Neckar Löwen egy német férfi kézilabda-csapat, amelyet SG Kronau/Östringen néven 2002-ben alapítottak. Jelenleg az első osztályban szerepelnek. Legnagyobb sikerük 2013-as EHF-kupa győzelem. A bajnokságban kétszer végeztek a második helyen, ez a csapat legjobb bajnoki eredménye, a német kupában háromszor játszott döntőt, de győznie itt sem sikerült.
Jelenlegi nevüket a 2007–2008-as idény óta használják.
A 2014. szeptember 6-án megrendezett, HSV Hamburg ellen játszott bajnoki mérkőzésüket Frankfurtban, a Commerzbank-Arenában rendezték meg 44 189 néző előtt. Ez a mérkőzés lett a valaha volt leglátogatottabb kézilabda-mérkőzés.

## Története

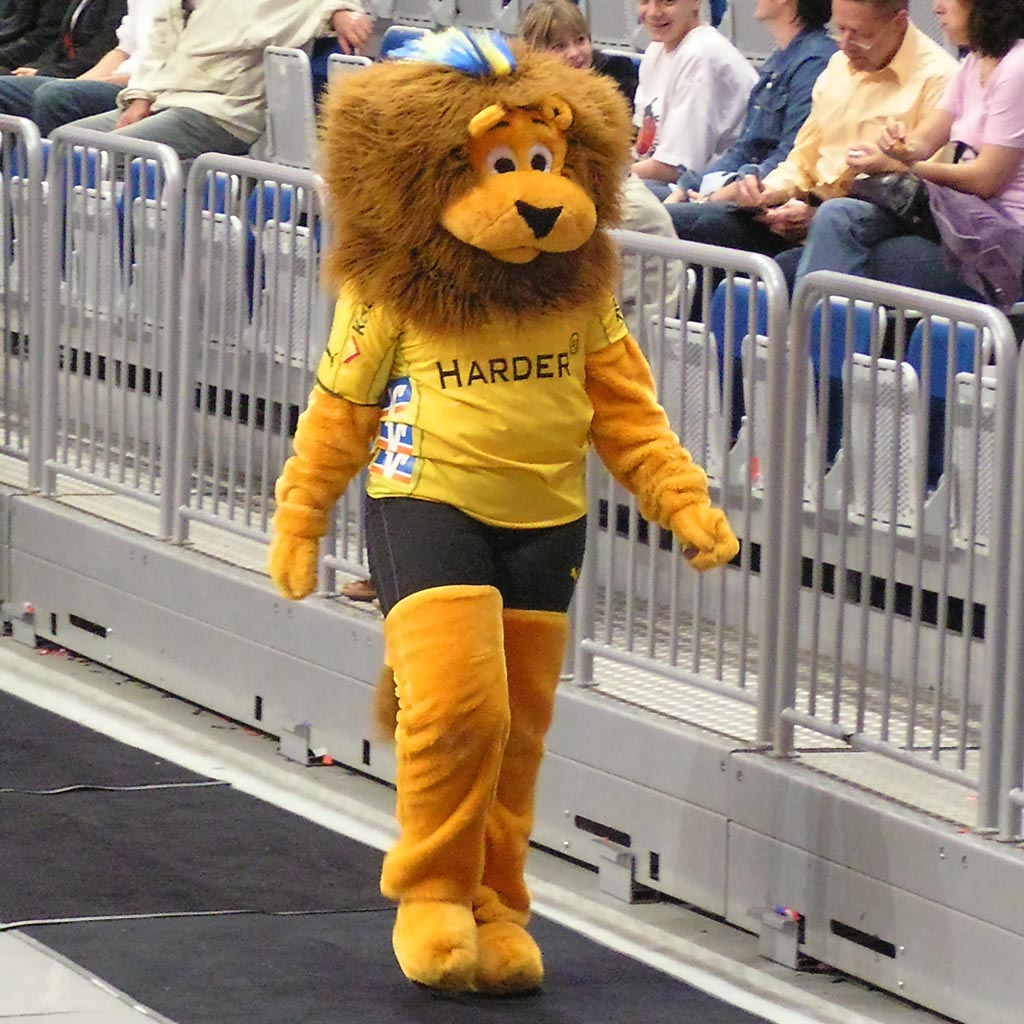
Conny, a csapat kabalaállata

A csapat 2002. július 1-jén alakult SG Kronau/Östringen néven két csapat, a TSG Kronau és a TSV Baden Östringen fúziójaként. Az első években ingázott az első és másodosztály között, az első osztályban 2005 óta játszik folyamatosan. Első jelentős sikerüket a német kupában érték el 2006-ban, amikor bejutottak a döntőbe, ahol a HSV Hamburg ellen 25:26-os vereséget szenvedtek. Egy évvel később ismét finálét játszottak, ám akkor sem sikerült győzniük, a THW Kieltől kaptak ki 31:33-ra.
A nemzetközi kupák közül először a Kupagyőztesek Európa-kupájában jutottak döntőbe 2008-ban, de az MKB Veszprém KC tudta megnyerni a kupát. 2009-ben a bajnokságban bronzérmet nyertek, ennek köszönhetően a következő szezonban a csapat történetében először a Bajnokok ligájában szerepelhetett, és az elődöntőig jutott.
2010-ben története során harmadszor jutott a német kupa döntőjébe a csapat, de ismét nem sikerült megnyernie, újra a HSV Hamburgé lett a cím.
Első címét 2013-ban szerezte meg a Rhein-Neckar Löwen, amikor az EHF-kupában először bevezetett Final Fourt a házigazda francia HBC Nantes ellen vívott döntőben megnyerte. Első bajnoki címét 2016-ban szerezte.

## Sikerek
- Német bajnokság
  - bajnok: 2016,2017
  - ezüstérmes: 2014, 2015
- Német kupa-győztes: 2018,2019
- Kupagyőztesek Európa-kupája döntő: 2008
- EHF-kupa győztes: 2013

## A legutóbbi szezonok
| Szezon    | Osztály    | Helyezés | Gólkülönbség | Pont | Kupa         | Nemzetközi        |
| --------- | ---------- | -------- | ------------ | ---- | ------------ | ----------------- |
| 2002–2003 | 2. BL Süd  | 1        | 1000:797     | 60   | 2. forduló   | --                |
| 2003–2004 | Bundesliga | 16       | 906:1015     | 18   | 2. forduló   | --                |
| 2004–2005 | 2. BL Süd  | 2        | 1113:936     | 57   | 2. forduló   | --                |
| 2005–2006 | Bundesliga | 6        | 983:951      | 38   | Döntő        | --                |
| 2006–2007 | Bundesliga | 8        | 986:945      | 42   | Döntő        | Nyolcaddöntő      |
| 2007–2008 | Bundesliga | 4        | 1095:960     | 52   | Elődöntő     | Döntő             |
| 2008–2009 | Bundesliga | 3        | 1125:985     | 50   | Elődöntő     | BL elődöntő       |
| 2009–2010 | Bundesliga | 4        | 1047:923     | 49   | Döntő        | BL negyeddöntő    |
| 2010–2011 | Bundesliga | 4        | 1104:980     | 53   | Elődöntő     | BL elődöntő       |
| 2011–2012 | Bundesliga | 5        | 1044:953     | 48   | Nyolcaddöntő | EHF-kupa elődöntő |
| 2012–2013 | Bundesliga | 3        | 965:850      | 54   | Negyeddöntő  | EHF-kupa győztes  |
| 2013–2014 | Bundesliga | 2        | 1126:892     | 59   | Elődöntő     | BL negyeddöntő    |
| 2014–2015 | Bundesliga | 2        | 1093:876     | 63   | Elődöntő     | BL nyolcaddöntő   |

## Játékosok

### Jelenlegi játékoskeret
A 2019–2020-as idény játékoskerete
| Kapusok - 01 Mikael Appelgren - 12 Andreas Palicka - 16 Can Adanir Balszélsők - 03 Uwe Gensheimer - 17 Jerry Tollbring Jobbszélsők - 24 Patrick Groetzki - 77 Tim Ganz Beállók - 30 Gedeón Guardiola - 36 Jesper Nielsen - 80 Jannik Kohlbacher | Balátlövők - 19 Philipp Ahouansou - 20 Ilija Abutović - 23 Steffen Fäth Irányítók - 02 Andy Schmid - 08 Romain Lagarde - 22 Mads Mensah Larsen Jobbátlövők - 06 Niclas Kirkeløkke - 32 Alexander Petersson |

### Korábbi ismertebb játékosok
| - Karol Bielecki - Ivan Čupić - Henning Fritz - Mariusz Jurasik - Krzysztof Lijewski - Børge Lund | - Michael Müller - Jackson Richardson - Oliver Roggisch - Christian Zeitz - Bjarte Myrhol - Niklas Landin Jacobsen | - Ólafur Stefánsson - Sławomir Szmal - Guðjón Valur Sigurðsson - Ancsin Gábor - Dejan Manaszkov |